# Représentations diplomatiques à Jersey

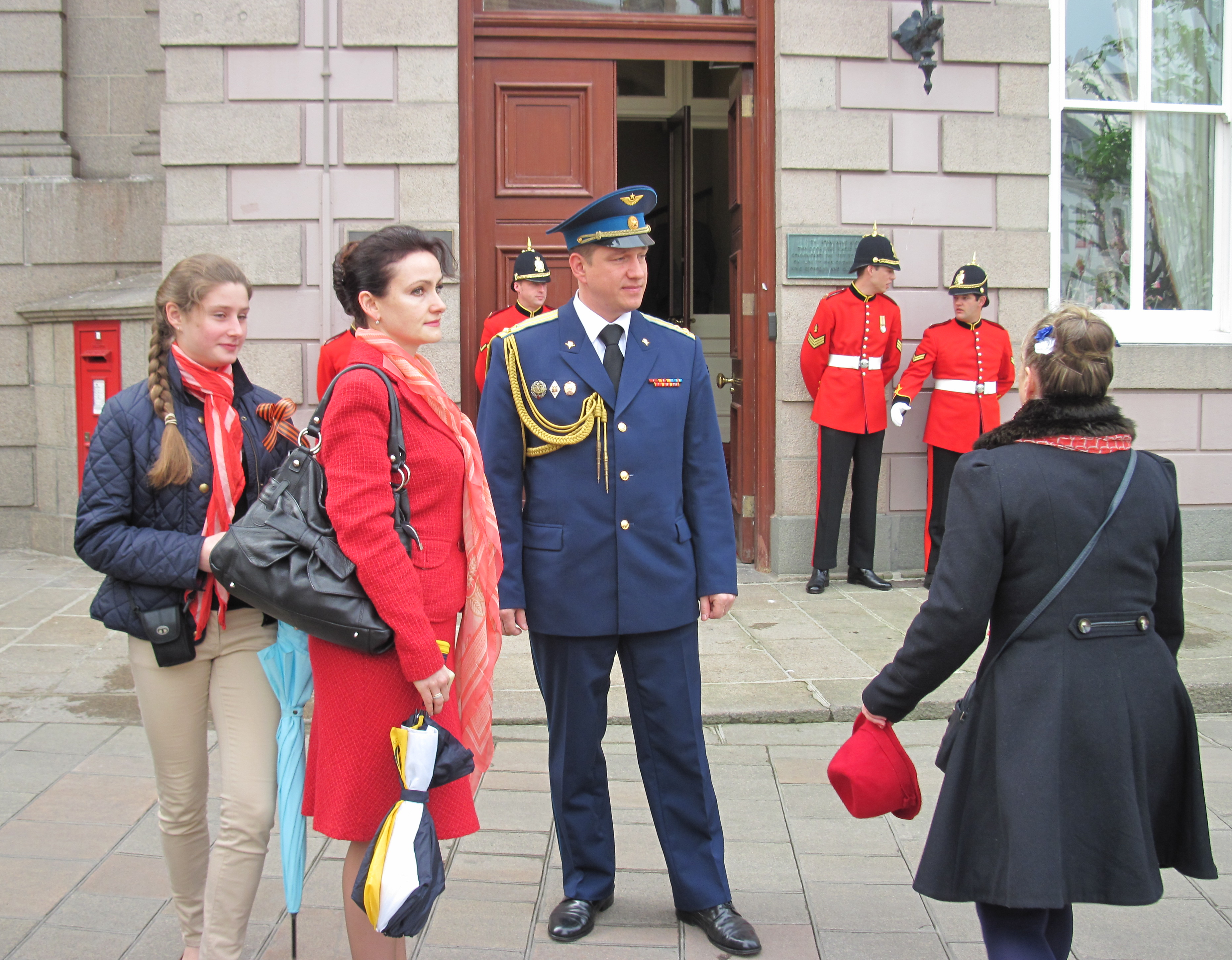
Visite du représentant militaire russe au Royaume-Uni Maxim Elovik à Saint-Hélier lors de la Fête de la libération.

Cette page répertorie les représentations diplomatiques accréditées à Jersey. Jersey est une dépendance de la Couronne britannique et n'a pas d'ambassades en son sein, mais des consulats généraux ou honoraires.

## Government House

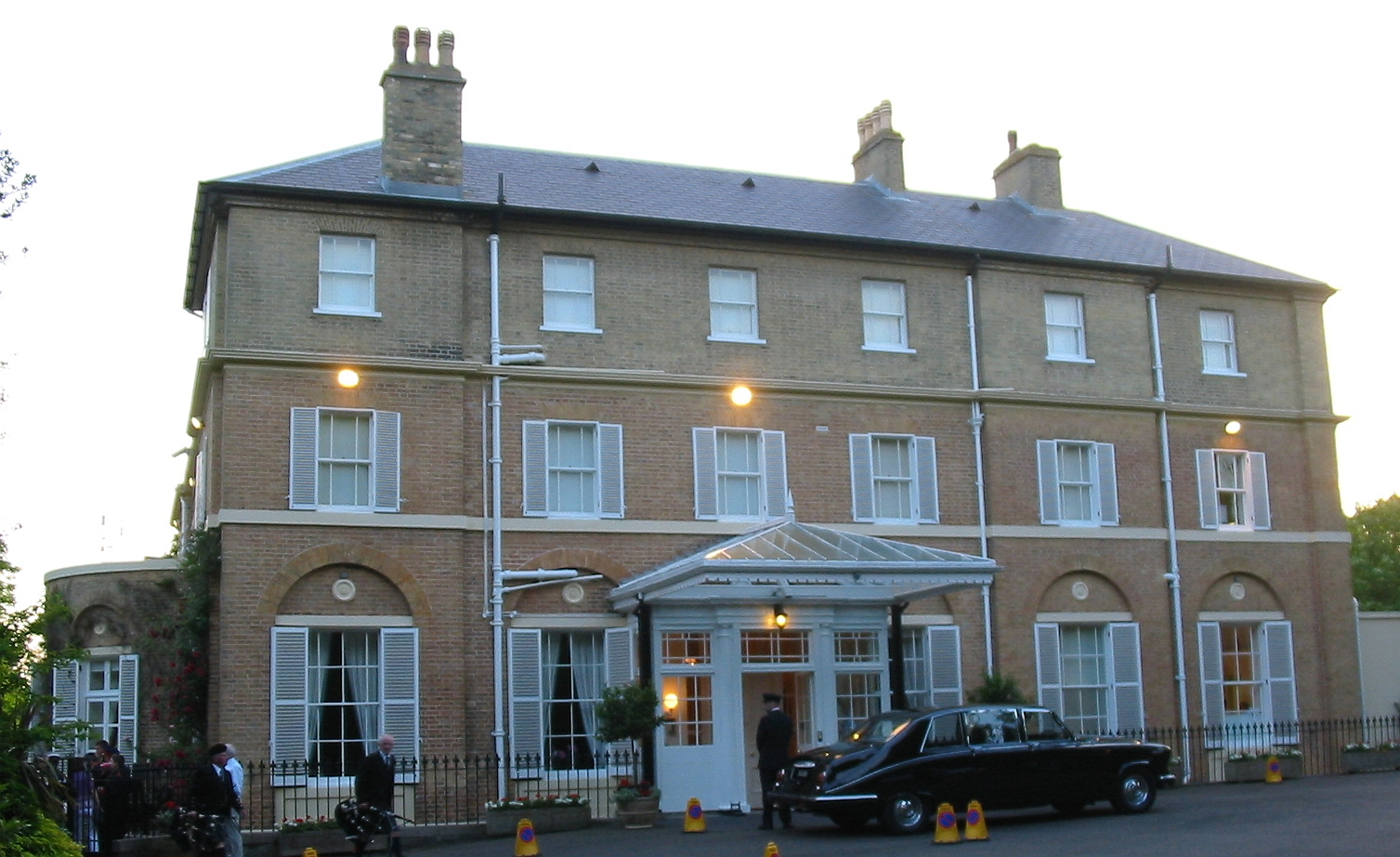
La façade principale en 2009.

La maison du Gouvernement, ou Governement House est le lieu de résidence du Lieutenant-gouverneur de Jersey, représentant direct du Royaume-Uni auprès de Jersey. Le bâtiment actuel date de 1822 et est la cinquième construite depuis le début de la relation entre le Royaume-Uni et Jersey.

## Consulats honoraires
Résidant à Saint-Hélier, sauf indication contraire.
| - Allemagne - Australie (Londres) - Belgique (Saint-Brélade) - Espagne (Londres) - Estonie (Sainte-Marie) - États-Unis (Londres) - France (agence consulaire) - Finlande - Italie - Norvège (Saint-Clément) - Pays-Bas (Saint-Pierre-Port) - Pologne - Portugal - Roumanie - Rwanda (Saint-Jean) - Saint-Vincent-et-les-Grenadines (Wilton) - Suède |